# ザムトゲマインデ・ニーデルンヴェーレン
ザムトゲマインデ・ニーデルンヴェーレン (ドイツ語: Samtgemeinde Niedernwöhren) は、ドイツ連邦共和国ニーダーザクセン州シャウムブルク郡の6つの町村で形成されるザムトゲマインデ（集合自治体）である。このザムトゲマインデの行政中心はニーデルンヴェーレンにある。

## 地理

### 隣接する市町村
西はミンデン＝リュベッケ郡のペータースハーゲン、北はレーブルク＝ロックム（ニーンブルク/ヴェーザー郡）およびザムトゲマインデ・ザクセンハーゲンと隣接する。東にはザムトゲマインデ・ラントホルストおよび郡庁所在都市のシュタットハーゲン、南にはザムトゲマインデ・ニーンシュテットおよびビュッケブルクが位置する。

### ザムトゲマインデを構成する町村
ザムトゲマインデ・ニーデルンヴェーレンは1974年3月1日に市町村再編によって成立した。かつては一つの町村であったノルトゼールは分割され、南部はブランデンブルク町としてシュタットハーゲン市に編入された。
- ラウエンハーゲン（ヒュルスハーゲン地区を含む。9.73 km2、1,299人）
- メーアベック（フォルクスドルフ地区およびクックスハーゲン地区を含む。13.09 km2、1,848人）
- ニーデルンヴェーレン（11.06 km2、1,999人）、ザムトゲマインデ本部所在地
- ノルトゼール（5.97 km2、677人）
- ポルハーゲン（12.87 km2、1,063人）
- ヴィーデンザール（11.70 km2、937人）、フレッケン

人口は、2023年12月31日時点のものである。

## 行政

### 議会
ザムトゲマインデの議会は、22議席からなる。

### 首長
2021年からアイレーン＿ボルシュケがザムトゲマインデの長を務めている。

### 紋章
図柄: ザムトゲマインデ・ニーデルンヴェーレンの紋章は赤地で、中央に銀のイラクサの葉。さらにイラクサの葉の中央に金色の種子と緑の萼を持つ5弁の赤いバラ。

## 文化と見所

### 博物館
ヴィーデンザールには、ヴィルヘルム・ブッシュの生家と郷土博物館がある。

### スポーツ
このザムトゲマインデは、ノルトゼールに年中オープンしている室内プールを運営している。

## 経済と社会資本

### 交通
ミッテルラント運河

### 公共施設
メーアベックには警察署がある。

## 人物

### 出身者
- ヴィルヘルム・ブッシュ（1832年 - 1908年）風刺画家、詩人。

## 引用
1. ↑  Landesamt für Statistik Niedersachsen, LSN-Online Regionaldatenbank, Tabelle A100001G: Fortschreibung des Bevölkerungsstandes, Stand 31. Dezember 2023